# Firemní magazín
Firemní magazín je reklamní tiskovina. Samostatný obor marketingové komunikace vydávání firemních magazínů je nazýván editorial marketing, content marketing, branded content nebo corporate publishing. První zmínky o českých firemních magazínech přináší magazín Typografie z roku 1937, který publikoval článek Reklamní magaziny. V období před rokem 1989 byly v Čechách publikovány vnitrofiremní tituly, např. Metrostav noviny nebo ČKD noviny.

## Smysl firemního časopisu
Firemní časopisy jsou standardním nástrojem marketingového mixu velkých společností a doplňují reklamní kampaně. Mezi hlavní benefity firemního periodika patří: dobrovolnost, rozsah reklamního sdělení, důvěryhodnost, fyzičnost, možnost opakovaného použití. Díky periodicitě firemní časopisy oslovují svoje čtenáře/zákazníky pravidelně a dokáží měnit povědomí o produktu nebo službě. Hlavním cílem firemních časopisů je podpořit prodej výrobku nebo služby klienta, vysvětlovat, informovat zákazníky, motivovat je a bavit. Tento marketingový nástroj v sobě kombinuje část public relations, reklamy, marketingového žurnalismu a one-to-one komunikace.

## Situace v ČR
V roce 2010 vychází v Čechách 500 firemních titulů. Nejlepší české společnosti, pravidelně vyhodnocované společností CZECH TOP 100, vydávají zpravidla více než jeden vlastní titul. Celý trh v roce 2010 lze vyčíslit na 500 milionů korun. Na trhu operuje do deseti specializovaných agentur pro vydávání firemních časopisů, část firem si svoje firemní periodika vydává svépomocí.

## Druhy firemních médií
Firemní magazíny se dělí dle cílové skupiny čtenářů na zákaznické (B2C určené fyzickým osobám), obchodní (B2B určené právnickým osobám) a interní (B2E určené zaměstnancům Vnitropodnikové časopisy). Dále můžeme magazín dělit dle periodicity (měsíčník, čtvrtletník, atd.), počtu stran a formátu, ale rozlišení dle čtenářů je dominantní. Firemní média zahrnují jak časopisy, noviny, newslettery tak firemní knihy, brožury, elektronické magazíny nebo obsah sociálních sítí.

## Soutěž firemních časopisů

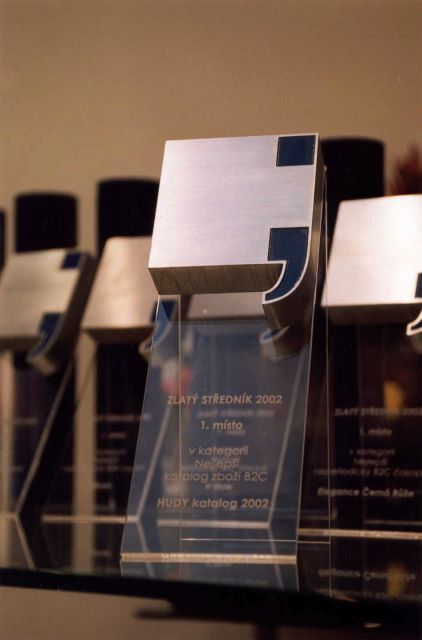
Cena Zlatý středník.

Firemní časopisy jsou každoročně hodnoceny v české národní soutěži Zlatý středník, kterou pořádá volné sdružení profesionálů v oboru public relations PR klub. Mezi tradiční vítěze napříč ročníky patří časopisy Vodafone/ČiliChili, ČEZ/Čez News, Volvo/LIV, Velux/Výhledy nebo Bernard/Vlastní cestou.

## Firemní časopisy v zahraničí
Nejpropracovanější firemní časopisy najdeme ve Velké Británii a Německu. Evropské fórum firemního vydávání sdružuje nejvýznamnější lokální asociace a vydavatelské agentury www.icpfonline.org. V Anglii vychází přes 1000 firemních titulů, obrat trhu je 334 milionů liber. Německy mluvící země sdružují přes 3 100 firemních titulů, obrat trhu je 2,5 miliard dolarů (údaje z roku 2008).

## Firemní časopis a efektivita
Účinnost firemního magazínu Efektivita firemního periodika jako nástroje marketingové komunikace ukazuje nezávislý průzkum britské Asociace vydavatelských agentur 25 minutes. Rozsáhlou studii srovnávající firemní magazíny s ostatními médii zpracovala agentura Mildward Brown.